# Calupoh
Calupoh (perro lobo de México) är en hundras från Mexiko. Den är ursprungligen en hybrid mellan varg och tamhund och började avlas fram på 1990-talet i syfte att återskapa den varghund som fanns i mayakulturen och hos aztekerna. Rasen är nationellt erkänd av den mexikanska kennelklubben Federacíon Canófila Mexicana (FCM).